# Трамвай Мангайма — Людвігсгафена
Трамвай Мангайма — Людвігсгафена (нім. Straßenbahnnetz Mannheim/Ludwigshafen) — діюча трамвайна мережа колії 1000 мм у німецьких містах Людвігсгафен-на-Рейні (земля Рейнланд-Пфальц) і Мангайм (земля Баден-Вюртемберг), керована ТОВ «Рейн-Неккар-Феркер» (нім. Rhein-Neckar-Verkehr GmbH). Працює з 1878 року.

## Маршрути
Станом на 2021 рік в агломерації налічується 12 регулярних трамвайних маршрутів:
     — також і нічні маршрути
| №  | Довжина, км | Час у дорозі, хв | Відкрито | Примітки |
| -- | ----------- | ---------------- | -------- | -------- |
| 1  | 17.9        | 49               | 1900-го  |          |
| 2  | 10.5        | 34               |          |          |
| 3  | 13.8        | 45               |          |          |
| 4  | 37.4        |                  | 1913     |          |
| 4A |             |                  |          |          |
| 5  | 56.8        | 127              | 1956     |          |
| 5A |             |                  |          |          |
| 6  | 14.6        | 43               |          |          |
| 7  | 21.0        | 49               |          |          |
| 8  |             |                  |          |          |
| 9  |             |                  |          |          |
| 15 |             |                  |          |          |